# Gli Italiani
Gli Italiani – polski film dramatyczny z 2010 roku w reżyserii Łukasza Barczyka. Zdjęcia do filmu kręcono w prowincji Grosseto w Toskanii.

## Opis filmu
Film Łukasza Barczyka to podróż w głąb intymnego świata mężczyzny, jego relacją z rodziną i najbliższymi, wyprawa w głąb obrazów i przeżyć tak osobistych, że aż paradoksalnie uniwersalnych. „Italiani” jest śmiałym poszukiwaniem języka filmowego dla wyrażenia podstawowych przeżyć i emocji, języka wychodzącego poza konwencjonalne filmy psychologiczne. To próba ukazania kluczowych wspomnień każdego człowieka, jakby były częścią baśni, którą każdy z nas sam sobie opowiada, która rośnie i ewoluuje z biegiem naszego życia.

## Obsada
- Renate Jett jako Teresa
- Krzysztof Warlikowski jako Bruno
- Jacek Poniedziałek jako Massimo
- Thomas Schweiberer jako Tomasso
- Margherita di Rauso jako Maria